# Rota
Rota pulchra — вид грибів, що належить до монотипового роду  Rota.